# Chojnice
Chojnice [xɔɪ̯ˈɲiʦɛ]ⓘ (kaschubisch Chònice; deutsch Konitz, Conitz) ist eine Stadt im Powiat Chojnicki (Powiat Konitz) der polnischen Woiwodschaft Pommern. Sie ist Amtssitz einer Landgemeinde.

## Geographische Lage

Konitz westlich von Marienwerder und nordöstlich von Schneidemühl auf einer Landkarte von 1908

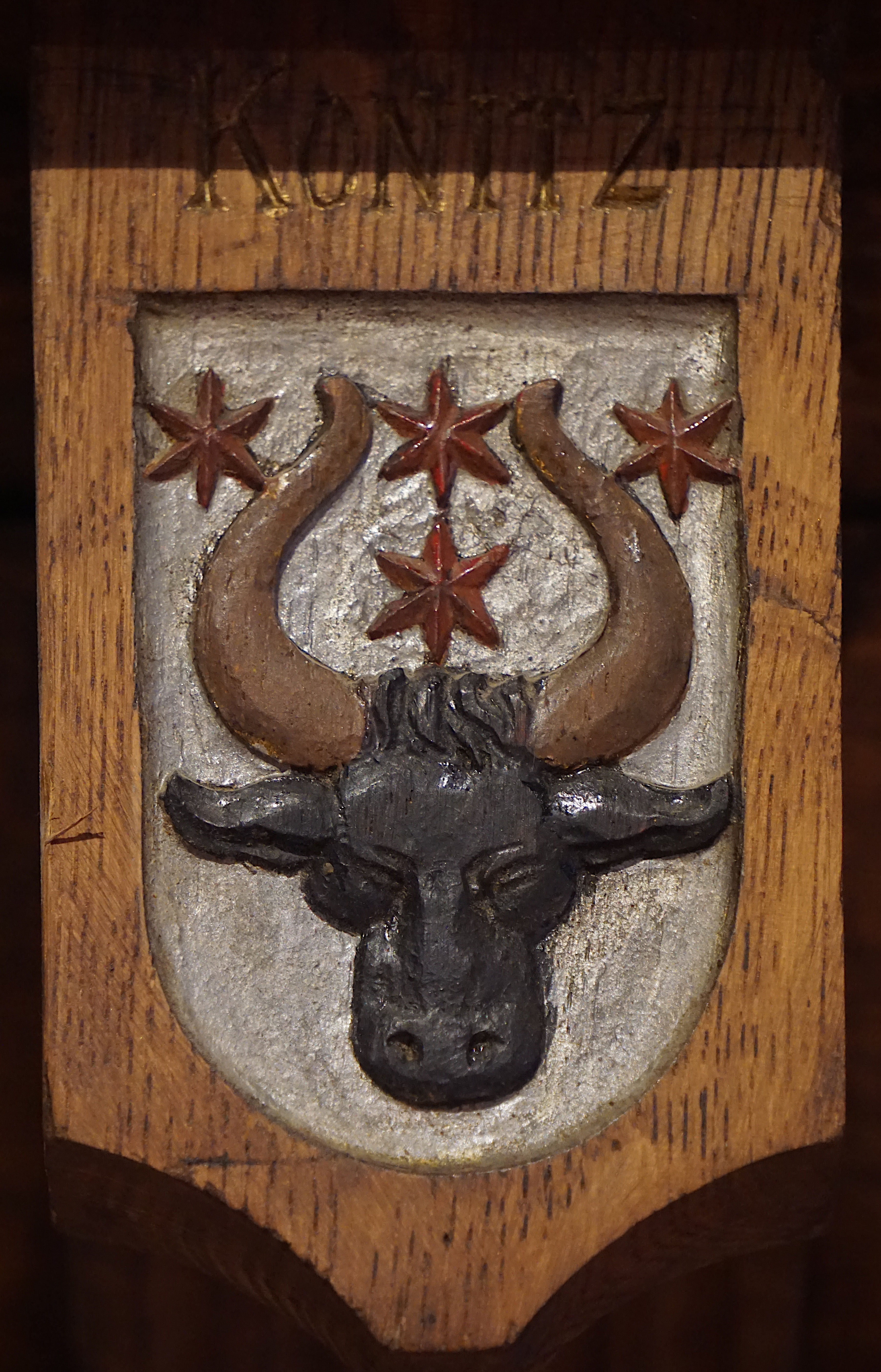
Wappen von Konitz im alten Rathaus in Danzig

Abdruck des 1309 vom Deutschen Orden benutzten Stadtsiegels mit dem Stadtwappen (Stierskopf zwischen Blumenzweigen) und der Umschrift S' CIVITATIS KONITZE (Kürzel S' steht für sigillum = Siegel).

Die Stadt liegt im ehemaligen Westpreußen, am westlichen Rand der Bory Tucholskie (Tucheler Heide), etwa 100 Kilometer südwestlich von Danzig, 22 Kilometer nordwestlich von Tuchola (Tuchel) und 70 Kilometer nordwestlich von Bydgoszcz (Bromberg).

## Geschichte

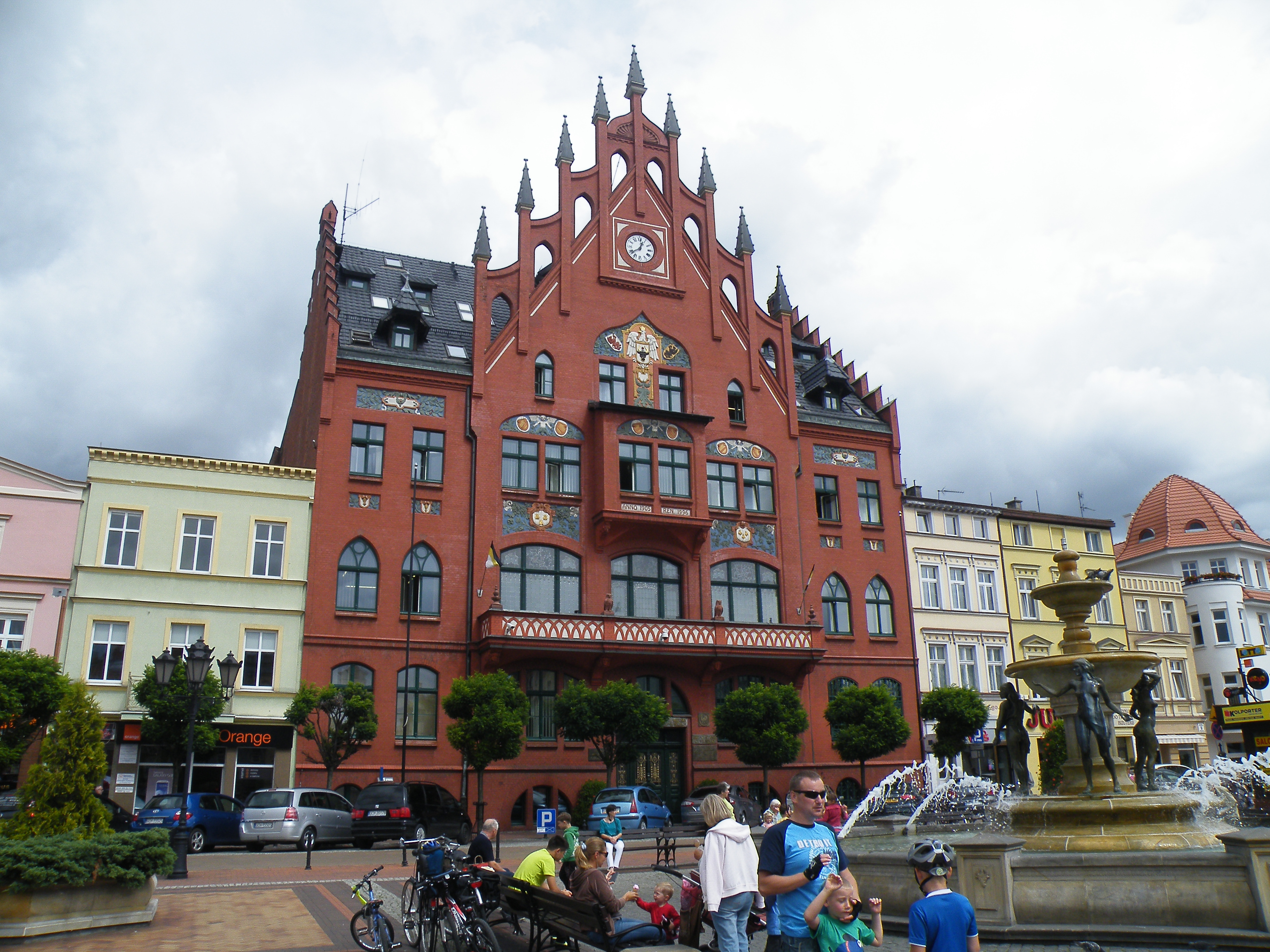
Rathaus, erbaut 1902

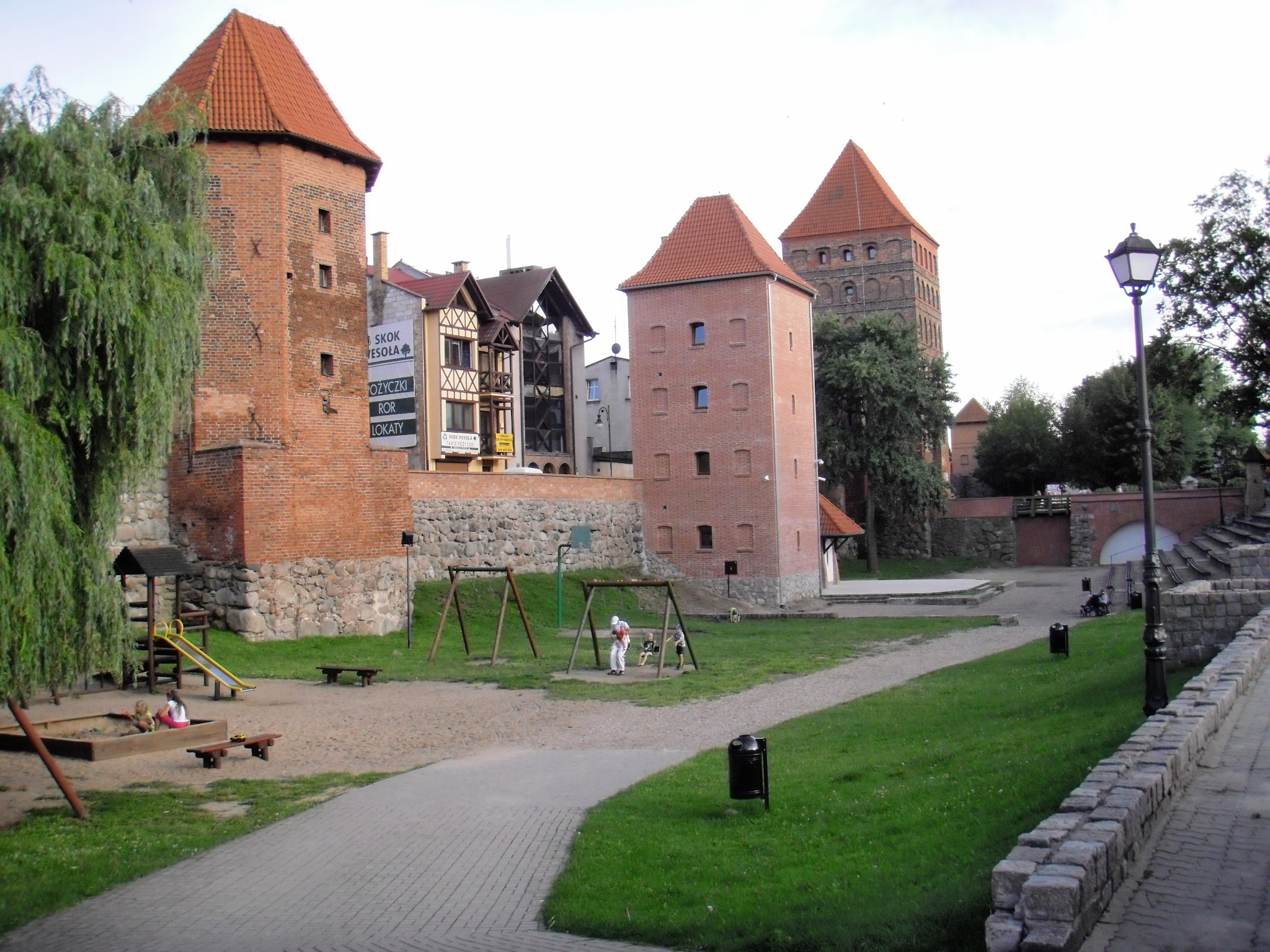
Stadtmauer mit Bastionen, 2. Hälfte des 14. Jh.

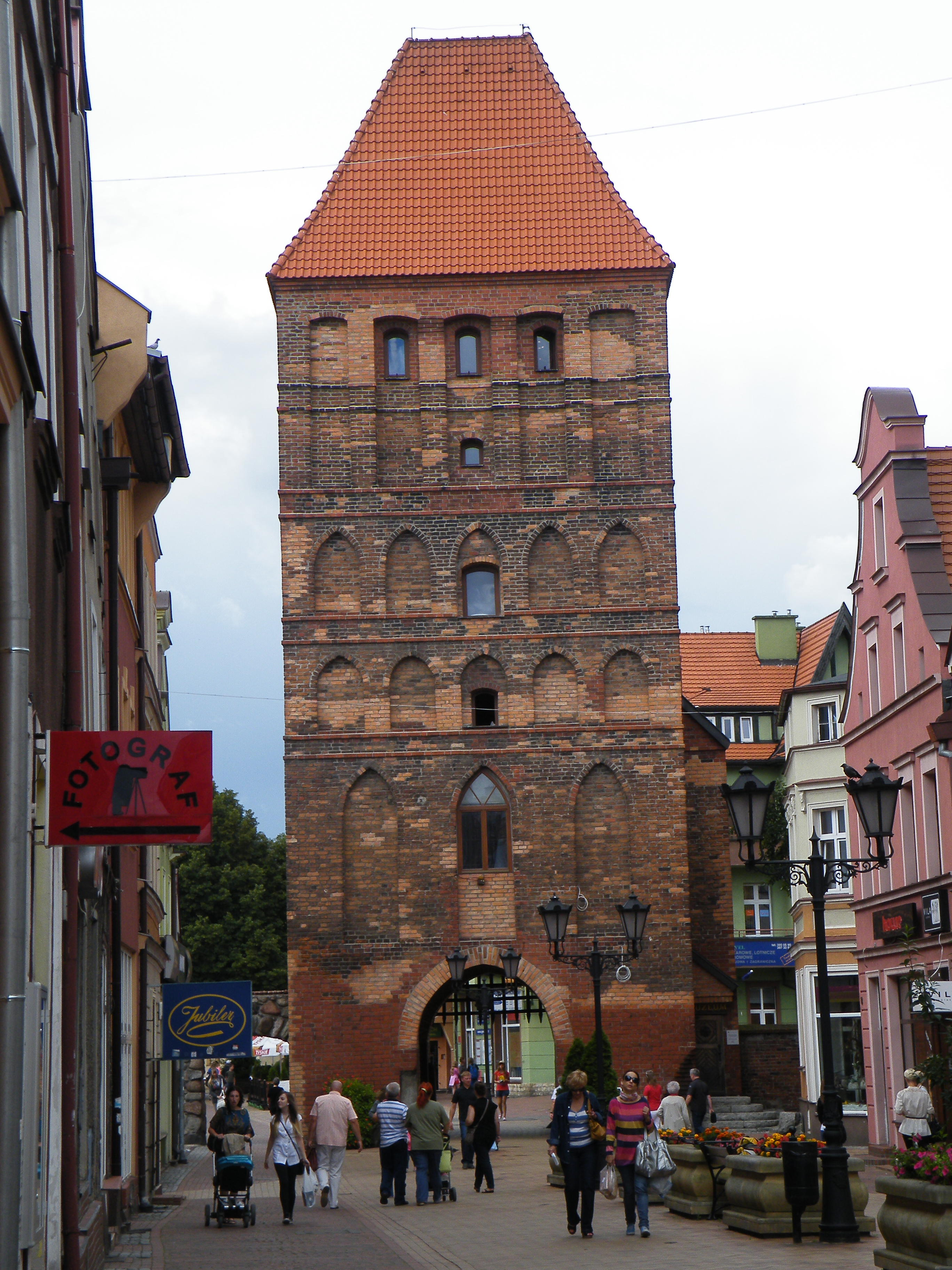
Das einzige (von drei) erhaltene, fünfstöckige Schlochauer-Tor, 2. Hälfte des 14. Jh., jetzt Museum für Geschichte und Ethnographie

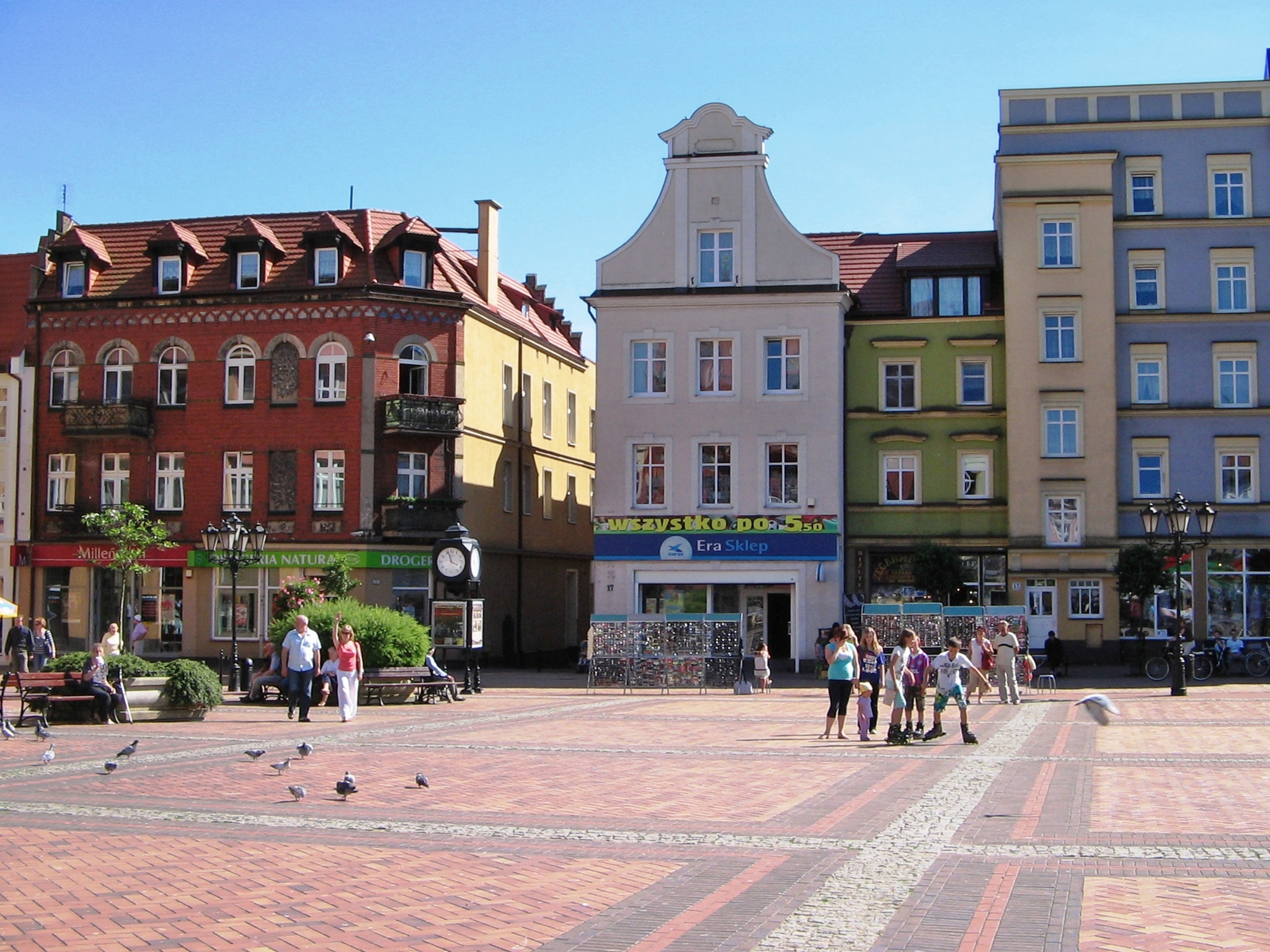
Marktplatz

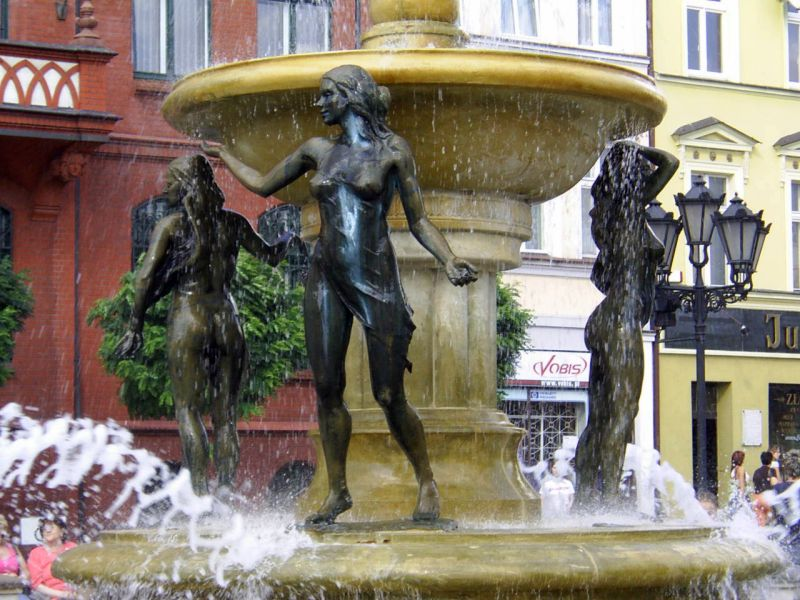
Brunnen am Marktplatz

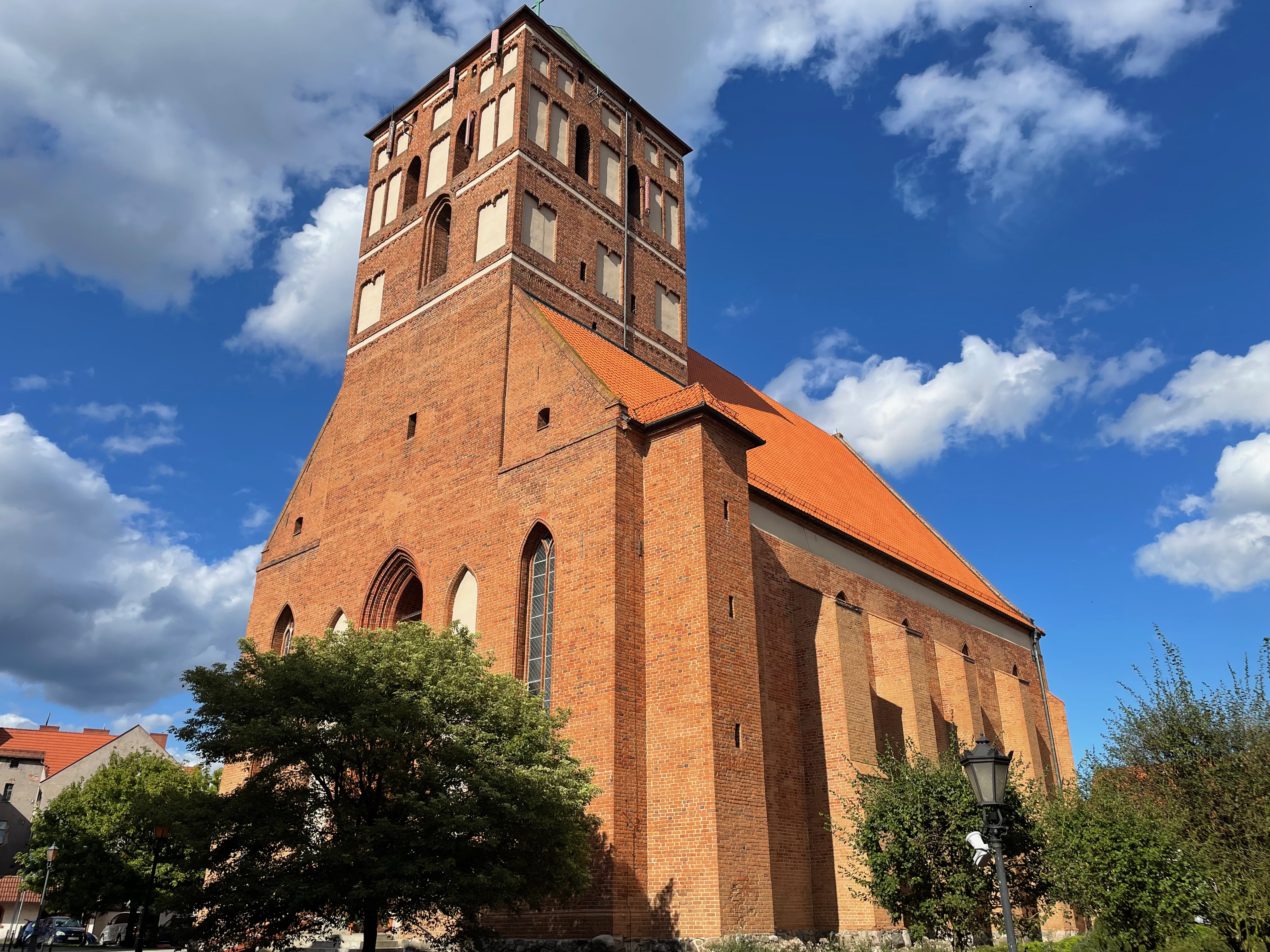
Basilika Johannes Enthauptung

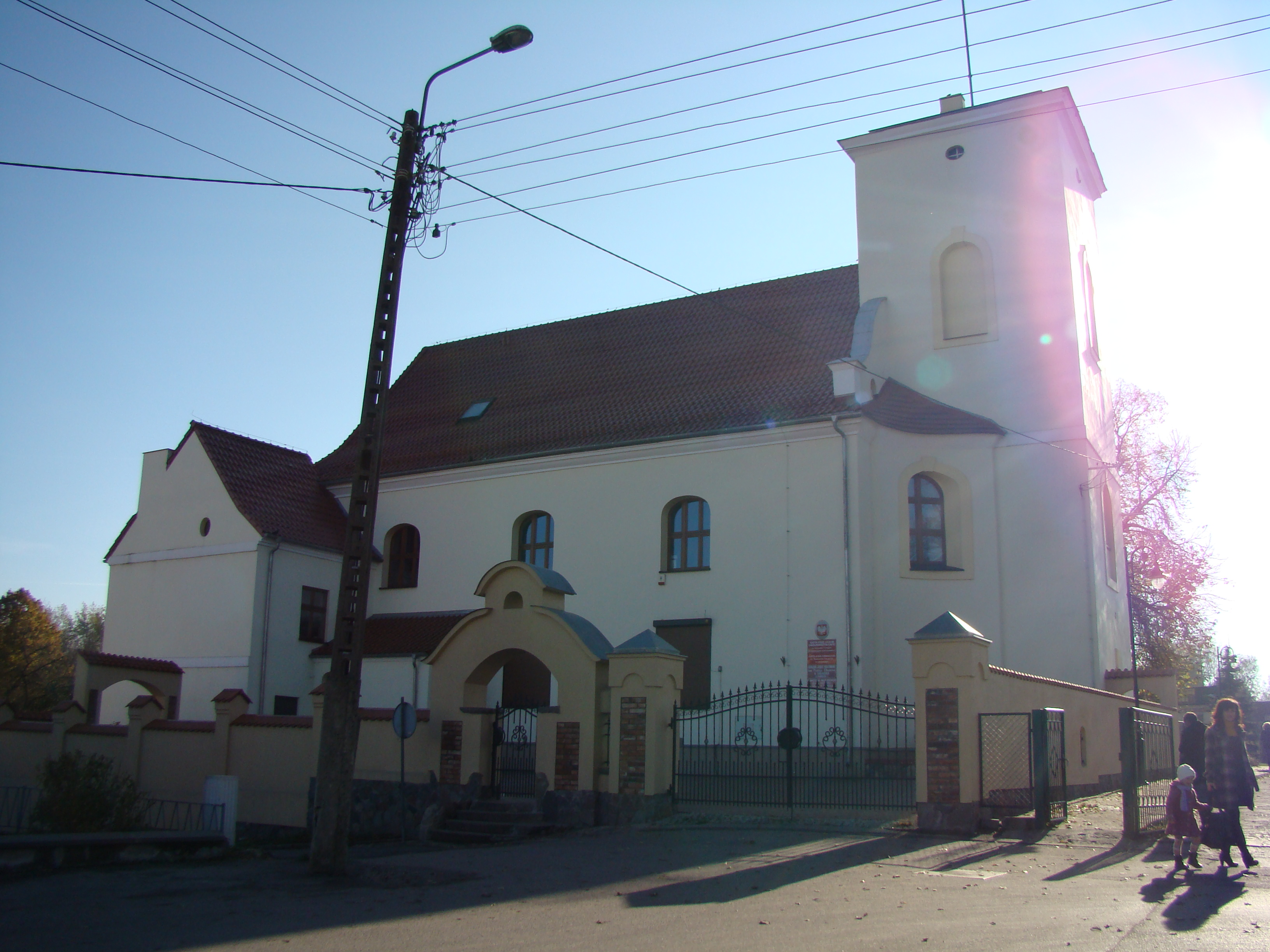
Kirche des ehemaligen Augustinerklosters

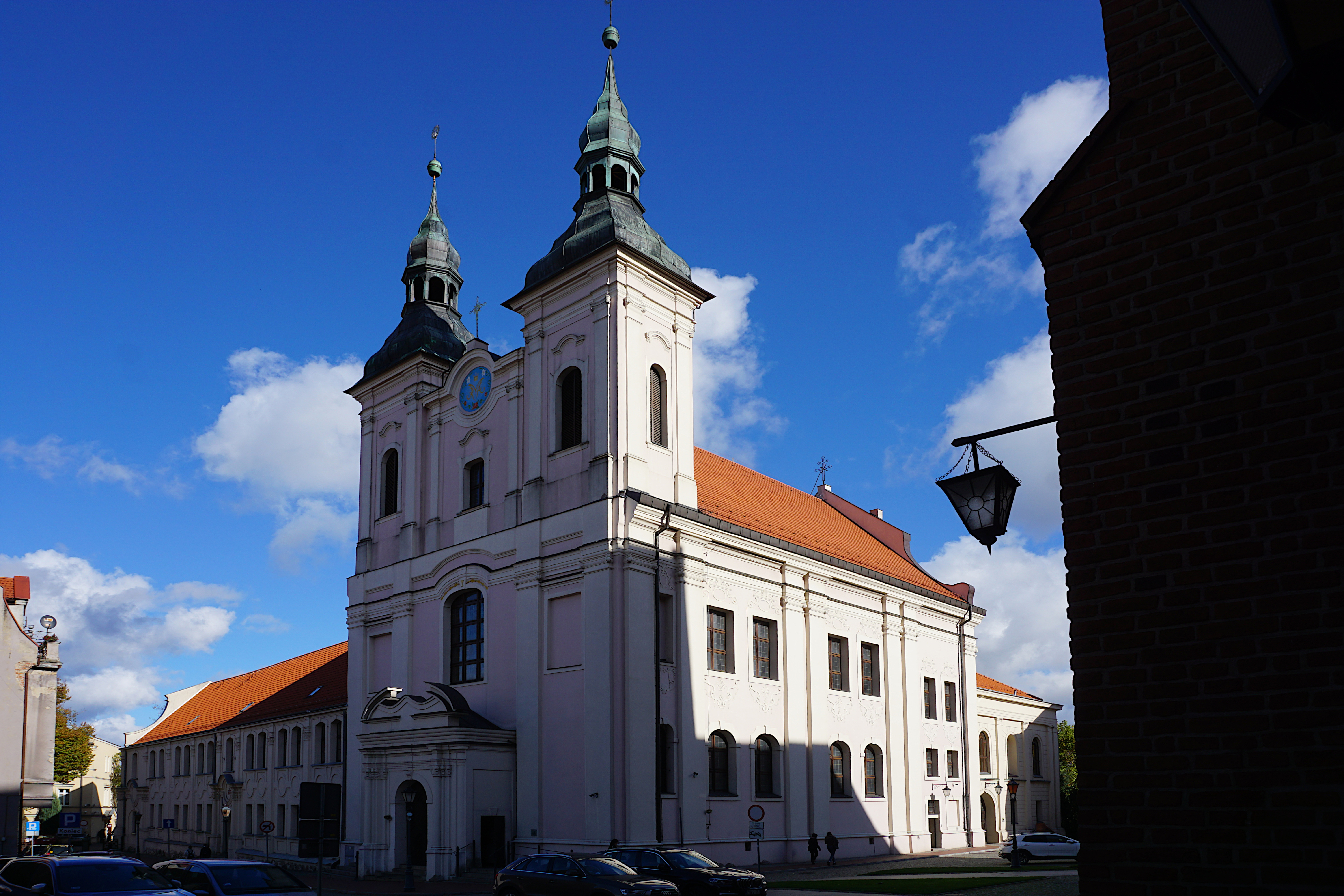
Kirche des ehemaligen Jesuitenklosters

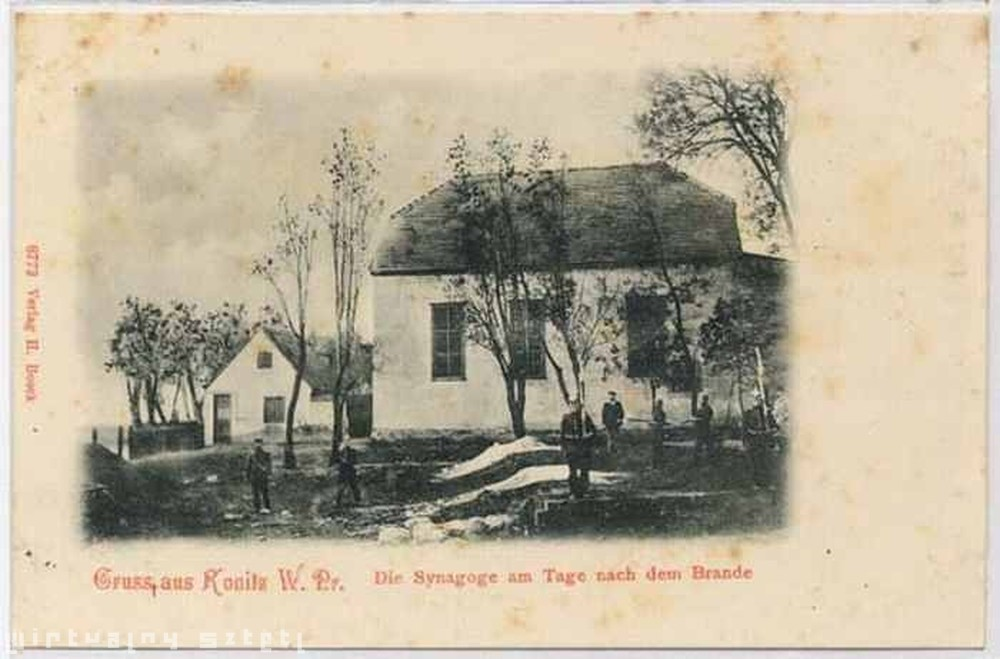
Synagoge aus dem 19. Jahrhundert, zerstört 1939

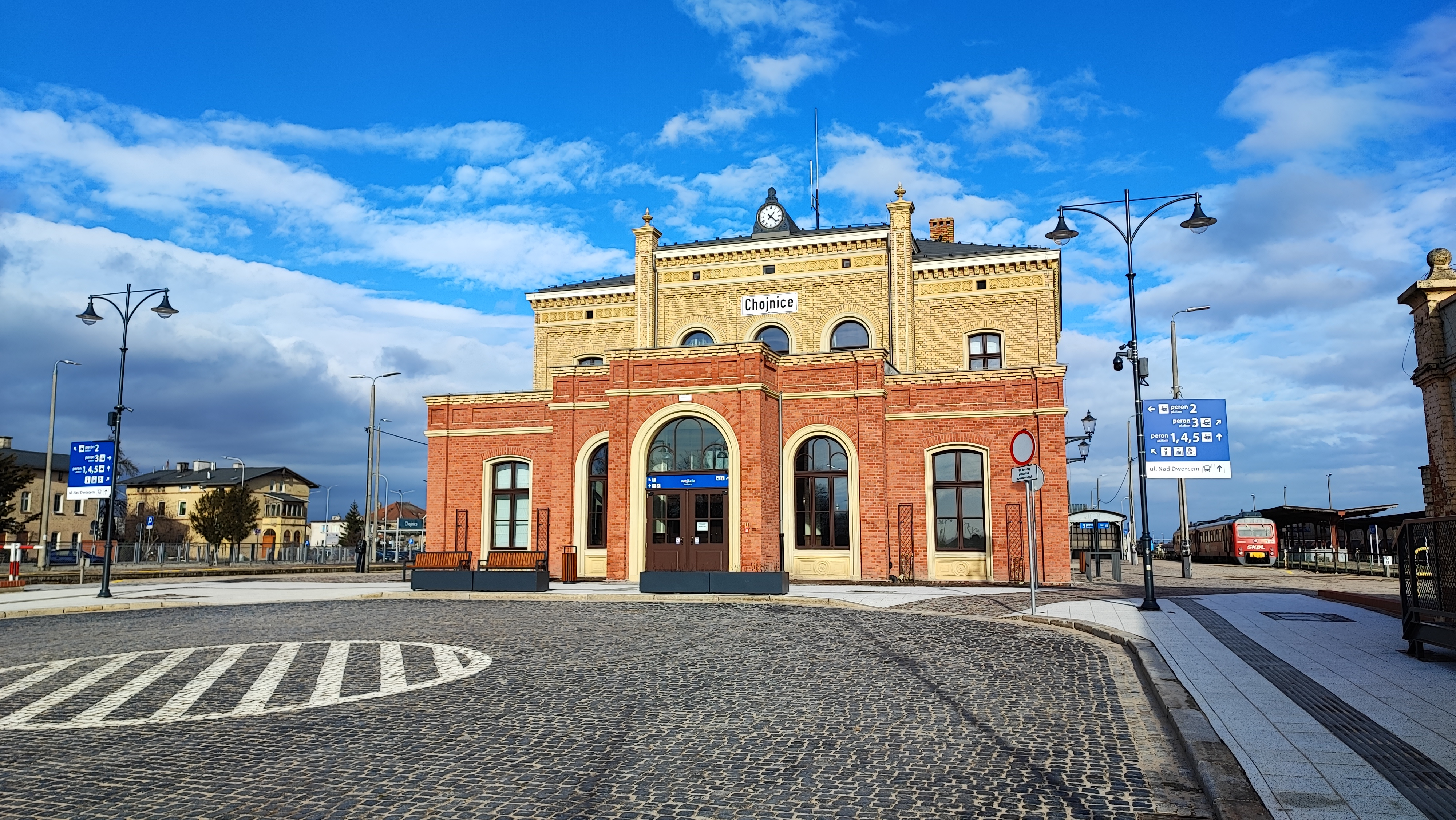
Bahnhofsgebäude

1205 wurde Conitz (Chojnice) im pommerellischen Herzogtum der Samboriden gegründet. 1308/09 eroberte der Deutsche Orden das Herzogtum der Samboriden. 1410 besetzten polnische Truppen nach der Schlacht bei Tannenberg für kurze Zeit die Stadt. 1440 wurde die Stadt Mitglied im Preußischen Bund. 1446 brach Konitz die Verbindungen zu den Preußischen Ständen ab.
Um die Mitte des 15. Jahrhunderts entbrannte in Konitz ein langanhaltender Rechtsstreit zwischen dem Magistrat der Stadt und drei ihrer Bürger, denen er Mordbrennerei bzw. Hehlerei vorgeworfen hatte, ohne jedoch die Anschuldigungen beweisen zu können. Die drei Angeklagten verlangten schließlich Genugtuung vor einem westfälischen Freigericht, und auch der Deutsche Orden in Marienburg wurde eingeschaltet.
1454 schlug in der Schlacht von Konitz das Heer des Ordens das größere Heer des polnischen Königs. Die Truppe des Ordens bestand großenteils aus im Heiligen Römischen Reich angeworbenen Söldnern. Der König von Polen hatte Schwierigkeiten, sein Heer zu versammeln.
Nach dem Dreizehnjährigen Städtekrieg kam Konitz im Zweiten Frieden von Thorn 1466 vom Deutschordensstaat Preußen an das autonome Preußen Königlichen Anteils (Westpreußen), das sich freiwillig der Oberhoheit der polnischen Krone unterstellt hatte.
Mit der Lubliner Union von 1569 endete die Autonomie des königlichen Preußens, als der polnische Sejm angesichts der Kinderlosigkeit des letzten Jagiellonen Sigismund II. August die bisherige Personalunion Polens, Litauens und Preußens in eine Realunion umwandelte, um einem Zerfall des Reiches vorzubeugen. Schon vierzig Jahre zuvor, noch zu Lebzeiten seines Vaters, war Sigismund vom polnischen Adel unter der Auflage zum König gewählt worden, alles für die vollständige Einfügung Litauens und Preußens in das Königreich zu tun.
Im Jahr 1623 fand in Konitz ein Hexen- und Diebstahl-Prozess statt, bei dem mehrere Todesurteile gefällt und vollstreckt wurden.
Konitz war die größte Siedlung des Heidegebiets westlich der Weichsel.
Im Rahmen der ersten polnischen Teilung kam Konitz 1772 unter Friedrich II. von Preußen zum Königreich Preußen und gehörte fortan bis Januar 1920 zur preußischen Provinz Westpreußen, zwischenzeitlich zur (vereinigten) Provinz Preußen. Es war als Kreisstadt dem Regierungsbezirk Marienwerder angegliedert und war Eisenbahnknotenpunkt der Staatsbahnlinien Berlin – Schneidemühl – Dirschau und Graudenz – Neustettin – Ruhnow.
Seit 1815 verfügte Konitz über ein Gymnasium.
Um die Wende vom 19. zum 20. Jahrhundert gehörte etwa die Hälfte der Bevölkerung der evangelischen Kirche an, die andere Hälfte der katholischen. Zwischen den beiden großen Religionsgruppen kam es hin und wieder zu rechtlichen Konflikten.
Am Anfang des 20. Jahrhunderts hatte die Kreisstadt Konitz eine alte Stadtbefestigung, zwei evangelische Kirchen, zwei katholische Kirchen, eine Synagoge, ein Gymnasium, ein Konvikt, ein Landgericht, ein Elektrizitätswerk und eine Reihe gewerblicher Betriebe. Zum Landgerichtsbezirk Konitz gehörten in der preußischen Neuzeit insgesamt neun Amtsgerichte: Baldenburg, Flatow, Preußisch-Friedland, Hammerstein, Könitz, Schlochau, Tuchel, Vandsburg und Zempelburg.
1900 kam es in Konitz zur Konitzer Mordaffäre infolge des Mordes an dem Gymnasiasten Ernst Winter, der Mord war von dem Verleger und Politiker Wilhelm Bruhn als jüdischer Ritualmord bezeichnet worden. Bei einem anschließenden Pogrom wurde die Synagoge nahezu völlig zerstört.
Bis 1919 gehörte Konitz zum Kreis Konitz im Regierungsbezirk Marienwerder der Provinz Westpreußen des Deutschen Reichs. 1910 umfasste der Kreis Konitz die Stadt Konitz sowie 106 weitere Gemeinden und Gutsbezirke.
Nach dem Ersten Weltkrieg musste die Stadt Konitz 1920 aufgrund der Bestimmungen des Versailler Vertrags, der die Verlegung eines Polnischen Korridors auf preußischem Territorium zur Ostseeküste hin vorsah, zusammen mit 62 % der Fläche Westpreußens an die Zweite Republik Polen abgetreten werden. Die Stadt wurde der Woiwodschaft Pommerellen zugeordnet, die von 1919 bis 1939 bestand.
Als Folge des Überfalls auf Polen 1939 wurde das Territorium der Woiwodschaft Pommerellen vom Deutschen Reich völkerrechtswidrig annektiert, und der besatzungsamtliche Landkreis Konitz wurde dem Reichsgau Danzig-Westpreußen zugeordnet, zu dem die Stadt Konitz bis 1945 gehörte.
Gegen Ende des Zweiten Weltkriegs wurde die Region im Frühjahr 1945 von der Roten Armee besetzt. Nach Einstellung der Kampfhandlungen wurde Konitz seitens der sowjetischen Besatzungsmacht der Volksrepublik Polen zur Verwaltung überlassen. Die polnische Administration gliederte sie im März 1945 wieder der Woiwodschaft Pommerellen an. Die deutschen Stadtbewohner wurden in der darauf folgenden Zeit größtenteils von der polnischen Administration aus Konitz vertrieben.
1950 wurde der Brauereibesitzer Ernst Riedel vom Landgericht Flensburg zu fünf Jahren Zuchthaus verurteilt, weil er nach der deutschen Besetzung Polens auf den Bierverleger Władysław Szycha aus Bruß einen Mordanschlag aus Habgier verübt hatte.

### Demographie
| Jahr | Einwohner | Anmerkungen                                                         |
| ---- | --------- | ------------------------------------------------------------------- |
| 1783 | 2040      | fast alle, einschließlich des Magistrats, Evangelische und Deutsche |
| 1802 | 2499      | [ 18 ]                                                              |
| 1810 | 1999      | [ 18 ]                                                              |
| 1816 | 2308      | davon 1629 Evangelische, 635 Katholiken und 44 Juden                |
| 1821 | 2593      | [ 18 ]                                                              |
| 1831 | 2810      | größtenteils Evangelische                                           |
| 1837 | 3334      | [ 20 ]                                                              |
| 1864 | 6238      | davon 3540 Evangelische und 2247 Katholiken                         |
| 1871 | 7160      | darunter 4000 Evangelische und 2600 Katholiken (50 Polen)           |
| 1875 | 8046      | [ 23 ]                                                              |
| 1880 | 9096      | [ 23 ]                                                              |
| 1890 | 10.147    | davon 5271 Evangelische, 4331 Katholiken und 502 Juden (100 Polen)  |
| 1900 | 10.697    | davon 4974 Katholiken und 364 Juden.                                |
| 1910 | 12.005    | davon 6334 Katholiken, 5389 Evangelische und 257 Juden              |
| 1921 | 10.500    | davon 3500 Deutsche.                                                |

| Jahr | Einwohner | Anmerkungen |
| ---- | --------- | ----------- |
| 1969 | 24.000    | [ 27 ]      |
| 2004 | 40.000    |             |

## Wirtschaft
Um 1900 gab es am Ort zwei Eisengießereien, eine Dampfmahl- und eine Dampfsägemühle, eine Dampfziegelei, eine Molkerei und ein Elektrizitätswerk. Bis heute ist die Stadt ein Markt- und Verarbeitungsort für die landwirtschaftlichen Erzeugnisse des Umlands. Konitz hat heute eine Nahrungsmittelindustrie.

## Verkehr
Durch die Stadt führt die Landesstraße 22 (die frühere deutsche Reichsstraße 1 von Aachen nach Königsberg (Preußen)) und die Linie 203 der Polnischen Staatsbahn (ehemalige Preußische Ostbahn Berlin – Königsberg (Preußen)).

## Städtepartnerschaft
- Emsdetten, Deutschland
- Masyr, Belarus
- Korsun-Schewtschenkiwskyj, Ukraine

## Sport
Mit Chojniczanka Chojnice verfügt die Stadt über einen 1. Liga Fußballverein. In der Saison 2012/2013 gelang der historische Aufstieg. Ein weiterer Erfolg der Mannschaft war die Teilnahme am Achtelfinale des polnischen Pokals im Jahr 1971. In diesem Spiel verlor Chojniczanka gegen GKS Katowice mit 0:1. Mit Kolejarz Chojnice existiert in Chojnice ein zweiter Fußballverein.
Die Red Devils Chojnice sind ein weiterer hochklassiger Sportverein der Stadt. Der Verein ist Mitglied der polnischen Ekstraklasa (höchste Spielklasse) im Futsal und aktueller Vizemeister.

## Kultur
Seit einigen Jahren findet im Juli das Festiwal Folkloru statt. Internationale Gruppen treten mit Volksmusik auf. Aus Polen nehmen Kaschuben aus verschiedenen Städten und Dörfern teil, auch aus Chojnice. Das Festival findet nicht nur in Chojnice statt, sondern jeweils einen Tag in den teilnehmenden kaschubischen Städten und Dörfern. Die Stadt hat ein Museum.

## Verkehr

### Straßen
Die Stadt Chojnice und die Landgemeinde wird von zwei Landesstraßen (Droga krajowa) und vier Woiwodschaftsstraßen (Droga wojewódzka) durchzogen, was verkehrstechnisch sehr bedeutsam ist:
- Die Landesstraße 22 (ehemalige deutsche Reichsstraße 1) von Kostrzyn nad Odrą (Küstrin) an der deutsch-polnischen Grenze nach Braniewo (Braunsberg) an der Grenze zu Russland durchquert die Gemeinde von Südwesten nach Nordosten;
- Die Landesstraße 25 von Bobolice (Bublitz) nach Oleśnica (Oels) berührt das Gemeindegebiet im äußersten Südwesten;
- Die Woiwodschaftsstraße 212 von Osowo Lęborskie trifft im Westen auf das Gemeindegebiet und endet ganz im Südwesten an der DK 25 bei Kamionka (Steinberg);
- Die Woiwodschaftsstraße 235 kommt von Korne (Kornen) im Norden in das Gebiet der Gmina und endet in der Stadt Chojnice;
- Die Woiwodschaftsstraße 236 kommt von Konarzyny (Klein Konarczyn) und streift ganz im Norden die Gemeinde bei Swornegacie (Schwornigatz) und Drzewicz (Drewitz) und verläuft bis Brusy (Bruß);
- Die Woiwodschaftsstraße 240 kommt von Świecie (Schwetz). Sie trifft von Osten auf das Gemeindegebiet und endet in der Stadt Chojnice.

### Schienen
Die Gmina Chojnice hat insgesamt fünf Bahnstationen:
- Moszczenica (Mosnitz) und Krojanty (Krojanten) an der Staatsbahn (PKP)-Linie 203 Kostrzyn nad Odrą (Küstrin)–Tczew (Dirschau), ehemalige Preußische Ostbahn,
- Silno (Frankenhagen) und Racławki (Rakelwitz) an der PKP-Strecke 208 (Działdowo (Soldau)–Chojnice),
- Powałki (Powalken) an der PKP-Linie 211 (Kościerzyna (Berent)–Chojnice).

Die PKP-Strecke 210 von Runowo nach Chojnice führt ohne Halt durch das Gemeindegebiet, während die Bahnstation Ogorzeliny (Görsdorf) seit Schließung der PKP-Strecke 281 von Oleśnica (Oels) nach Chojnice stillliegt.

## Landgemeinde Chojnice
Die Landgemeinde Chojnice, zu der die Stadt selbst nicht gehört, umfasst eine Fläche von 458,34 km² und hat 18.104 Einwohner (Stand: 2015).